# Habenaria barbertonii
Habenaria barbertonii är en orkidéart som beskrevs av Friedrich Fritz Wilhelm Ludwig Kraenzlin och Schltr.. Habenaria barbertonii ingår i släktet Habenaria och familjen orkidéer. Inga underarter finns listade i Catalogue of Life.